# Трогон гаїтійський
Трогон гаїтійський (Priotelus roseigaster) — вид птахів родини трогонових (Trogonidae). Національний птах Гаїті.

## Поширення
Ендемік острова Гаїті. Його природним середовищем існування є субтропічні або тропічні вологі гірські ліси та сильно деградовані ліси.